# Weezer (album, 1994)
 (mai 2022).
 (janvier 2013).
Si vous disposez d'ouvrages ou d'articles de référence ou si vous connaissez des sites web de qualité traitant du thème abordé ici, merci de compléter l'article en donnant les références utiles à sa vérifiabilité et en les liant à la section « Notes et références ».
Albums de Weezer
Pinkerton
(1996)
Singles
1. Undone – The Sweater Song
Sortie : 24 juin 1994
2. Buddy Holly
Sortie : 7 septembre 1994
3. Say It Ain't So
Sortie : 15 juillet 1995

Weezer, surnommé The Blue Album (litt. « L'Album Bleu »), est le premier album studio du groupe américain de rock alternatif Weezer, sorti le 10 mai 1994. L'album contient certains des principaux succès du groupe comme les singles Undone - The Sweater Song et Buddy Holly.
Il a été produit par l'ancien membre des Cars, Ric Ocasek, et enregistré aux Studios Electric Lady à New York. En octobre 2005, l'album s'était vendu à 3 004 160 d'exemplaires aux États-Unis. Il est actuellement triple disque de platine, ce qui en fait l'album de Weezer le plus vendu. 
Une édition de luxe de The Blue Album est également sortie le 23 mars 2004. Cette édition contient une version remastérisée de l'album original ainsi qu'un second disque (intitulé Dusty Gems and Raw Nuggets) de faces B et de raretés. Une réédition est annoncée en 2024 pour la tournée des 30 ans de l'album.
The Blue Album est le premier des six albums éponymes de Weezer, le deuxième étant sorti en 2001, le troisième en 2008, le quatrième en 2016 (« The White Album »), le cinquième en janvier 2019 et le sixième en mars 2019.

## Genèse
L'album a été enregistré en août et septembre 1993 aux Electric Lady Studios à New York et produit par Ric Ocasek, ancien chanteur de la formation new wave The Cars, devenu producteur après une carrière solo peu fructueuse.
Les quatre membres de Weezer à l'époque de ce disque étaient Rivers Cuomo (voix et guitare), Brian Bell (guitare), Matt Sharp (basse) et Patrick Wilson (batterie). Tous participent aux chœurs sur ce disque, ce qui était une des marques de fabrique de Weezer à ses premières années.
Le second guitariste de l'histoire du groupe, Brian Bell, est intégré trois jours avant les sessions en studio, remplaçant Jason Cropper. Ce dernier est crédité pour avoir composé l'intro de My Name is Jonas. Rivers Cuomo a rejoué toutes les pistes de guitares qu'avait enregistré Cropper. Selon Ric Ocasek, cet exercice s'est fait dans la même journée, pour les dix chansons. Si Brian Bell ne joue pas sur cet album, on peut cependant entendre sa voix dans les chœurs.

### Singles
Les trois singles de l'album sont Undone (The Sweater Song) à l'été 1994, Buddy Holly en novembre 1994, et Say It Ain't So en 1995. Les deux premiers clips sont l'œuvre du cinéaste Spike Jonze, qui avait précédemment réalisé le clip de Cannonball pour The Breeders en 1993 et qui devait se faire connaître à l'été 1994 pour Sabotage des Beastie Boys. Les clips de Jonze ont fortement contribué au succès de Weezer et de ce premier album. C'est Buddy Holly, un clip mélangeant des images du groupe avec des extraits de l'ancienne émission de télévision américaine Happy Days, immédiatement ajouté à la rotation lourde de MTV, qui fit exploser les ventes du Blue Album. Ce titre fut en parallèle diffusé sur le CD-ROM d'installation de Windows 95 afin de mettre en avant la possibilité de lecture des fichiers vidéo via Windows Media Player.
Le premier extrait, Undone (The Sweater Song), a reçu beaucoup moins de visibilité, mais connut un succès appréciable dans le circuit des radios collégiales nord-américaines.
Sophie Muller a réalisé le clip de Say It Ain't So.

## Caractéristiques artistiques
La photo du Blue Album est créditée à Peter Gowland. Selon Karl Koch (en), le cinquième membre non officiel du groupe, qui accomplit les fonctions de webmestre, photographe et archiviste, l'idée initiale de Rivers Cuomo était de faire porter à tous une chemise identique, dans une tentative d'imiter la pochette d'une compilation bon marché des Beach Boys intitulée Do It Again. La photo prise ultimement pour illustrer l'album rappelle plutôt le premier disque du groupe The Feelies, Crazy Rhythms.
À l'intérieur du livret, on peut voir une photo du « garage », qui était le local de répétition de Weezer à Los Angeles en Californie. Il s'agit d'une illustration de la huitième chanson de l'album, In The Garage puisqu'on peut y voir une affiche de Kiss sur le mur. Le même garage apparait dans le vidéo-clip du troisième extrait de l'album, pour le titre Say It Ain't So.

## Accueil
En février 1995, l'album Weezer atteignait la seizième place des palmarès de vente aux États-Unis. Plus de 3 millions d'exemplaires ont trouvé preneur.
Le magazine Rolling Stone l'a classé 297/500 de sa liste des plus grands albums de l'histoire.

## Fiche technique

### Liste des chansons
Toutes les chansons sont composées par Rivers Cuomo, à part celles indiquées.
1. My Name Is Jonas (Cuomo, Patrick Wilson, Jason Cropper) – 3:24
2. No One Else – 3:04
3. The World Has Turned and Left Me Here (Cuomo, Wilson) – 4:19
4. Buddy Holly – 2:39
5. Undone - The Sweater Song – 5:05
6. Surf Wax America (Cuomo, Wilson) – 3:06
7. Say It Ain't So – 4:18
8. In the Garage – 3:55
9. Holiday – 3:24
10. Only in Dreams – 7:59

### Disque Bonus Édition Deluxe:Dusty Gems and Raw Nuggets
1. Mykel and Carli – 2:53
2. Susanne – 2:47
3. My Evaline – 0:44
4. Jamie – 4:19
5. My Name Is Jonas (live) – 3:39
6. Surf Wax America (live) – 4:01
7. Jamie (acoustic live) – 4:03
8. No One Else (acoustic live) – 3:23
9. Undone - The Sweater Song (demo) – 5:33
10. Paperface – 3:01
11. Only in Dreams (demo) – 5:47
12. Lullabye for Wayne – 3:36
13. I Swear It's True– 2:57
14. Say It Ain't So (original album mix) – 4:16

## Crédits[3]

### Interprètes
Weezer
- Rivers Cuomo – chant, guitare, claviers, harmonica
- Brian Bell – guitare, chœurs
- Matt Sharp – basse, chœurs
- Patrick Wilson – batterie

Musiciens additionnels
- Mykel Allan – Dialogue sur "Undone – The Sweater Song"
- Karl Koch – Dialogue et piano sur "Undone – The Sweater Song"

### Équipe de production et artistique
- Producteur – Ric Ocasek
- Ingénieur du son – Chris Shaw
- Assistants son – Daniel Smith, David Heglmeier, Hal Belknap
- Mastering – George Marino
- Design - Karl Koch
- Photographie [pochette] : Peter Gowland
- Photographie [intérieur] : Peter Orth
- Directeur artistique : Michael Golob
- A&R – Todd Sullivan

### Enregistrement
Dates d'enregistrement - août 1993, septembre 1993
- Studio d'enregistrement - Electric Lady Studios (New York)
- Studio de mixage – Electric Lady Studios (New York)
- Studio de mastering – Sterling Sound (New York)

## Autre
La chanson My Name is Jonas est incluse dans le jeu Guitar Hero III : Legends of Rock.
La chanson Buddy Holly est incluse dans le jeu Guitar Hero On Tour: Decades. La chanson Say It Ain't So apparaît sur la BO du film français Play (film, 2019) sorti en 2020. La chanson Only In Dreams a été utilisée dans la 4ème saison de la série télévisée Atypical, sur la scène de fin de l'épisode 9.